# (1341) Edmée
(1341) Edmée es un asteroide que forma parte del cinturón de asteroides y fue descubierto por Eugène Joseph Delporte el 27 de enero de 1935 desde el Real Observatorio de Bélgica, Uccle.

## Designación y nombre
Edmée recibió inicialmente la designación de 1935 BA.
Posteriormente se nombró en honor de la astrónoma francesa Edmée Chandon (1885-1944).

## Características orbitales
Edmée está situado a una distancia media de 2,742 ua del Sol, pudiendo alejarse hasta 2,96 ua. Su excentricidad es 0,07944 y la inclinación orbital 13,09°. Emplea en completar una órbita alrededor del Sol 1659 días.